# Bastet (album)
Bastet – drugi album studyjny polskiej piosenkarki Joanny „Cleo” Klepko, który został wydany 2 września 2016 roku nakładem wytwórni Universal Music Polska.
Album zadebiutował na 3. miejscu polskiej listy przebojów – OLiS i osiągnął status poczwórnie platynowej płyty.

## Informacje o albumie
Wydawnictwo składa się z jednej płyty CD, na każdej umieszczono czternaście utworów, w tym dwa remiksy. Za warstwę tekstową i linię melodyczną na albumie odpowiadała Cleo, a muzyką i produkcją zajął się DobroBIT. Miksowanie i mastering nagrań wykonał Jarosław Baran, który był odpowiedzialny również za realizację nagrań, organizowanych w Studiu Gorycki&Sznyterman. Na płycie gościnnie pojawili się Jacek Kopiec (akordeon w utworze „Wolę być”) i Stanisław Plewniak (w utworze „Przepis idealny”).

## Single
Pierwszym singlem promującym płytę został utwór „Zabiorę nas”, który został wydany 30 grudnia 2015 roku. Singiel uzyskał status diamentowej płyty za przekroczenie wyniku 100 tys. sprzedanych egzemplarzy.
Drugim singlem zapowiadającym album została piosenka „Wolę być”, która została wydana 13 maja 2016 roku. Osiągnął on status platynowej płyty.
5 lipca tego samego roku premierę miał trzeci singiel – „N-O-C”. Uzyskał status potrójnej platynowej płyty.
Kolejnymi utworami, które osiągnęły certyfikaty sprzedaży ZPAV są: „Mi-Sie” (platynowa płyta) oraz „Na pół” (złota płyta).

## Lista utworów

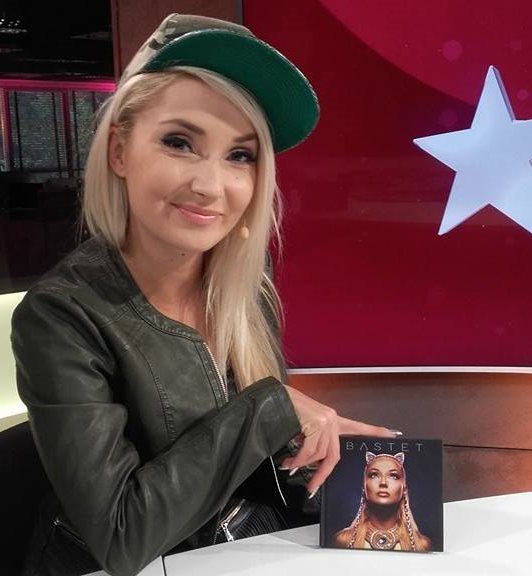
Cleo z płytą pt. Bastet w 2016 roku

Opracowano na podstawie materiału źródłowego.
| Nr  | Tytuł                       | Tekst | Muzyka             | Czas  |
| --- | --------------------------- | ----- | ------------------ | ----- |
| 1.  | „List”                      | Cleo  | DobroBIT           | 1:40  |
| 2.  | „Bastet”                    | Cleo  | DobroBIT           | 3:37  |
| 3.  | „Astrofizyka”               | Cleo  | DobroBIT           | 4:13  |
| 4.  | „Mi-Sie”                    | Cleo  | DobroBIT           | 3:36  |
| 5.  | „Na pół”                    | Cleo  | DobroBIT           | 3:42  |
| 6.  | „N-O-C”                     | Cleo  | DobroBIT           | 3:33  |
| 7.  | „Kocia mama”                | Cleo  | DobroBIT           | 3:01  |
| 8.  | „Wolę być”                  | Cleo  | DobroBIT           | 3:39  |
| 9.  | „Zabiorę nas”               | Cleo  | DobroBIT           | 3:31  |
| 10. | „Sami”                      | Cleo  | DobroBIT           | 3:15  |
| 11. | „Przepis idealny”           | Cleo  | DobroBIT           | 3:37  |
| 12. | „Echo”                      | Cleo  | DobroBIT           | 3:26  |
| 13. | „Wolę być” (Remix)          | Cleo  | DobroBIT           | 3:32  |
| 14. | „Zabiorę nas” (Basto Remix) | Cleo  | DobroBIT, Basto    | 3:28  |
|     |                             |       | Całkowita długość: | 47:50 |

Rozszerzona edycja
| Nr  | Tytuł                                  | Tekst       | Muzyka             | Czas   |
| --- | -------------------------------------- | ----------- | ------------------ | ------ |
| 15. | Pali się (feat. Sitek)                 | Cleo, Sitek | DobroBIT           | 3:11   |
| 16. | Serce                                  | Cleo        | DobroBIT           | 3:18   |
| 17. | List (Instrumental)                    | Cleo        | DobroBIT           | 1:41   |
| 18. | Bastet (Instrumental)                  | Cleo        | DobroBIT           | 3:37   |
| 19. | Astrofizyka (Instrumental)             | Cleo        | DobroBIT           | 4:14   |
| 20. | Mi-Się (Instrumental)                  | Cleo        | DobroBIT           | 3:37   |
| 21. | Na pół (Instrumental)                  | Cleo        | DobroBIT           | 3:43   |
| 22. | N-O-C (Instrumental)                   | Cleo        | DobroBIT           | 3:33   |
| 23. | Kocia mama (Instrumental)              | Cleo        | DobroBIT           | 3:01   |
| 24. | Wolę być (Instrumental)                | Cleo        | DobroBIT           | 3:40   |
| 25. | Zabiorę nas (Instrumental)             | Cleo        | DobroBIT           | 3:32   |
| 26. | Sami (Instrumental)                    | Cleo        | DobroBIT           | 3:15   |
| 27. | Przepis idealny (Instrumental)         | Cleo        | DobroBIT           | 3:38   |
| 28. | Echo (Instrumental)                    | Cleo        | DobroBIT           | 3:26   |
| 29. | Wolę być (Remix Instrumental)          | Cleo        | DobroBIT           | 3:33   |
| 30. | Zabiorę nas (Basto Remix Instrumental) | Cleo        | DobroBIT           | 3:28   |
|     |                                        |             | Całkowita długość: | 102:00 |

### Twórcy
Opracowano na podstawie materiału źródłowego.
| - Joanna „Cleo” Klepko – wokal prowadzący, słowa - Jarosław „Jaro” Baran – mastering, miksowanie, realizacja nagrań - Witold „DobroBIT” Czamara – produkcja muzyczna, muzyka |  | - Daniel Bienias – zdjęcia - Jacek Kopiec – akordeon (8) - Stanisław Plewniak – saksofon (11) |

## Certyfikaty i sprzedaż
| Kraj          | Certyfikat                | Sprzedaż | Data            |
| ------------- | ------------------------- | -------- | --------------- |
| Polska (ZPAV) | poczwórna platynowa płyta | 120 000+ | 31 grudnia 2024 |
| Polska (ZPAV) | platynowa płyta           | 30 000+  | 17 maja 2017    |
| Polska (ZPAV) | złota płyta               | 15 000+  | 22 grudnia 2016 |